# Alexandre Simoni
Alexandre Torres Simoni (ur. 2 lipca 1979 w São Paulo) – brazylijski tenisista, reprezentant w Pucharze Davisa.

## Kariera tenisowa
Zawodowym tenisistą Simoni był w latach 1997–2007.
W grze pojedynczej Brazylijczyk jest zwycięzcą 3 turniejów o randze ATP Challenger Tour.
W grze podwójnej jest finalistą 1 imprezy rangi ATP World Tour. Ma w swoim dorobku także 9 tytułów ATP Challenger Tour.
W 2001, 2002 i 2004 reprezentował Brazylię w Pucharze Davisa. Bilans tenisisty w turnieju wynosi 2 porażki w singlu oraz 2 zwycięstwa i 1 przegrana w deblu.
W rankingu gry pojedynczej najwyżej był na 96. miejscu (16 lipca 2001), a w klasyfikacji gry podwójnej na 119. pozycji (7 października 2002).

### Finały w turniejach ATP World Tour
| Legenda                                      |
| -------------------------------------------- |
| Wielki Szlem                                 |
| Igrzyska olimpijskie                         |
| Tennis Masters Cup / ATP Finals              |
| ATP Masters Series / ATP Tour Masters 1000   |
| ATP International Series Gold / ATP Tour 500 |
| ATP International Series / ATP Tour 250      |

#### Gra podwójna (0–1)
| Końcowy wynik | Nr | Data          | Turniej    | Nawierzchnia | Partner  | Przeciwnicy                | Wynik finału |
| ------------- | -- | ------------- | ---------- | ------------ | -------- | -------------------------- | ------------ |
| Finalista     | 1. | 21 lipca 2002 | Amersfoort | Ceglana      | André Sá | Jeff Coetzee Chris Haggard | 6:7(1), 3:6  |